# Palais des seigneurs de Hradec
Le Palais des seigneurs de Hradec, également appelé palais Slavatovský, est un important monument Renaissance situé dans la rue en escaliers Zámecké Schody dans le quartier de Malá Strana à Prague. Il est protégé en tant que monument culturel de la République tchèque.

## Histoire
Le palais a été fondé dans les années 1550 par la reconstruction de deux maisons gothiques et il a pris son aspect actuel de la Renaissance après 1558, année de son acquisition par Hradec. Entre 1563 et 1996, le palais fut agrandi et les extérieurs comme les intérieurs ont été fondamentalement adaptés aux plans initiaux d'Ulrico Aostalli de Sala. Les décorations ont été créées par les peintres Mariani, Graffer et Filg et le tailleur de pierre Rattych.

En 1768, le bâtiment a été acquis par les Thun qui l'ont relié à leur palais de la rue Nerudova. Entre 1911 et 1924, Alfons Mucha a vécu dans le palais. Actuellement le palais abrite l'ambassade d'Italie à Prague. 

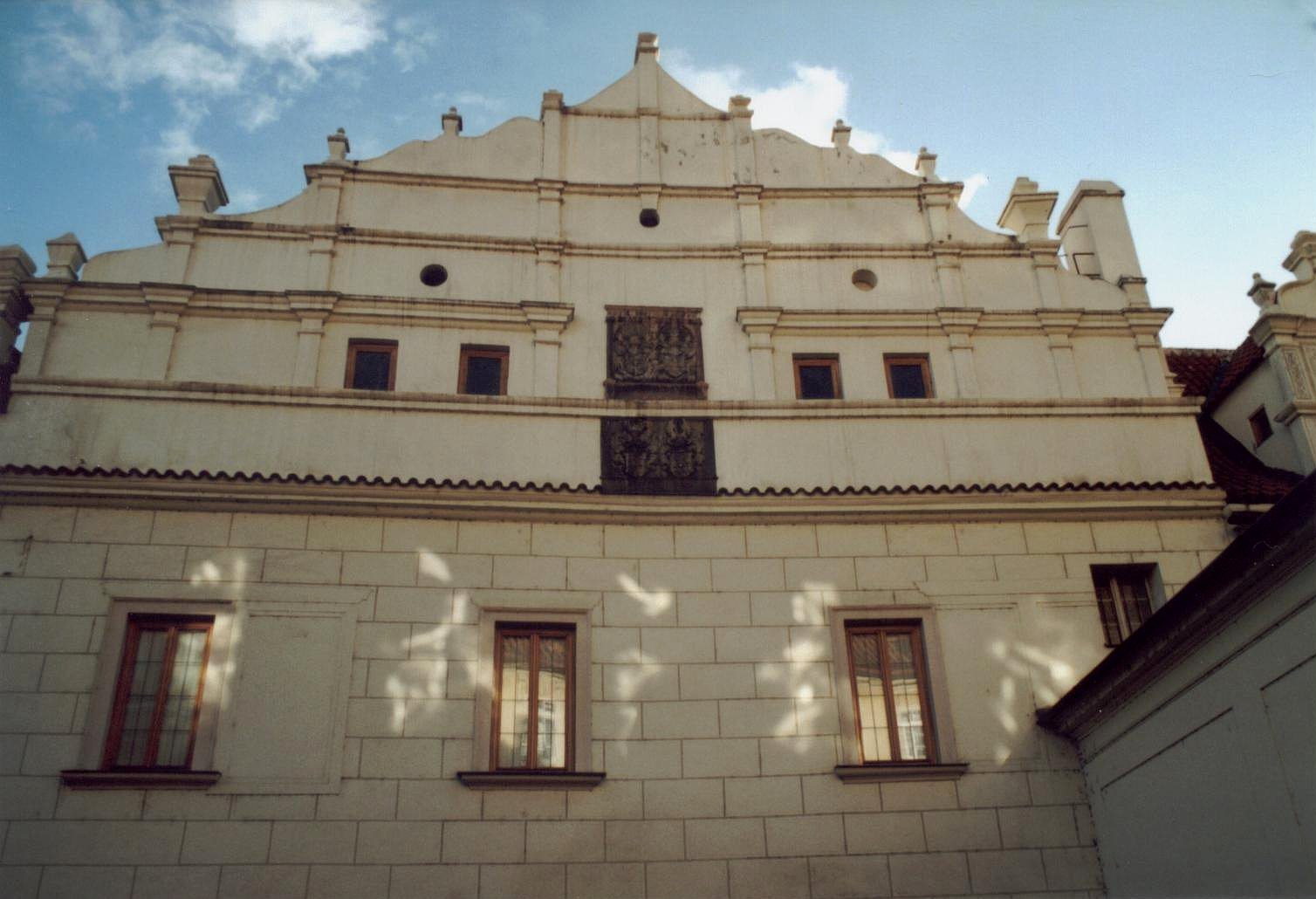
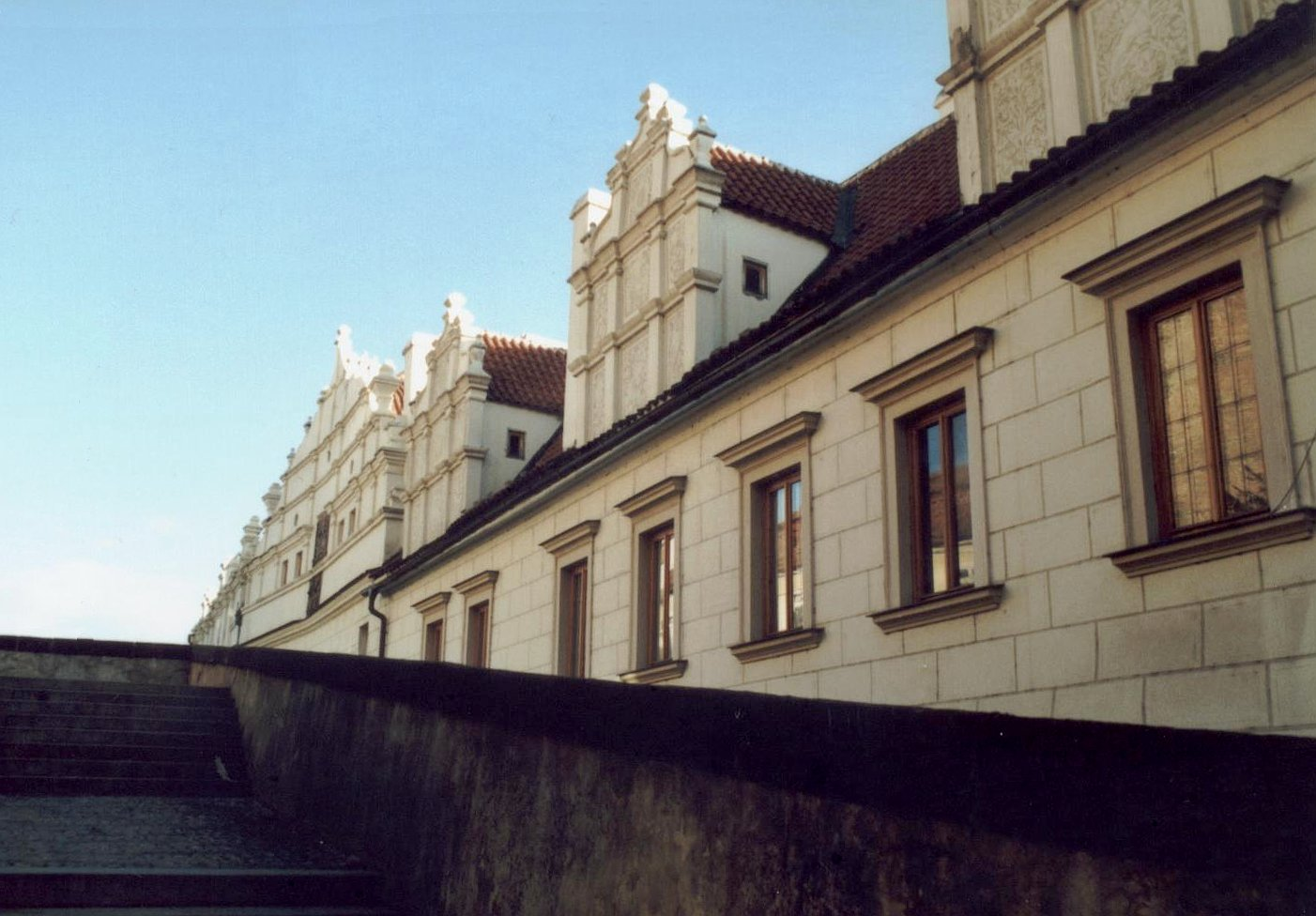
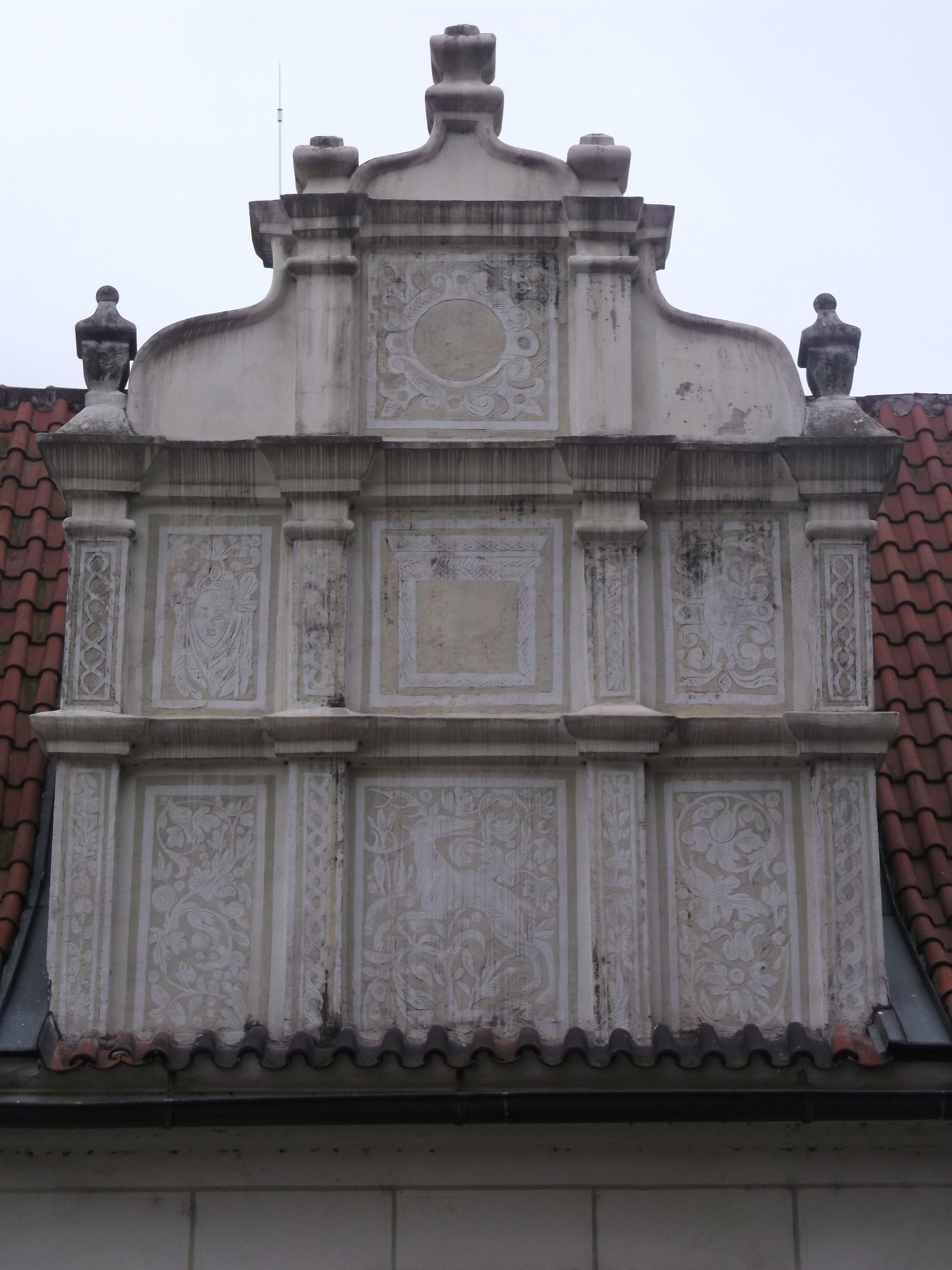
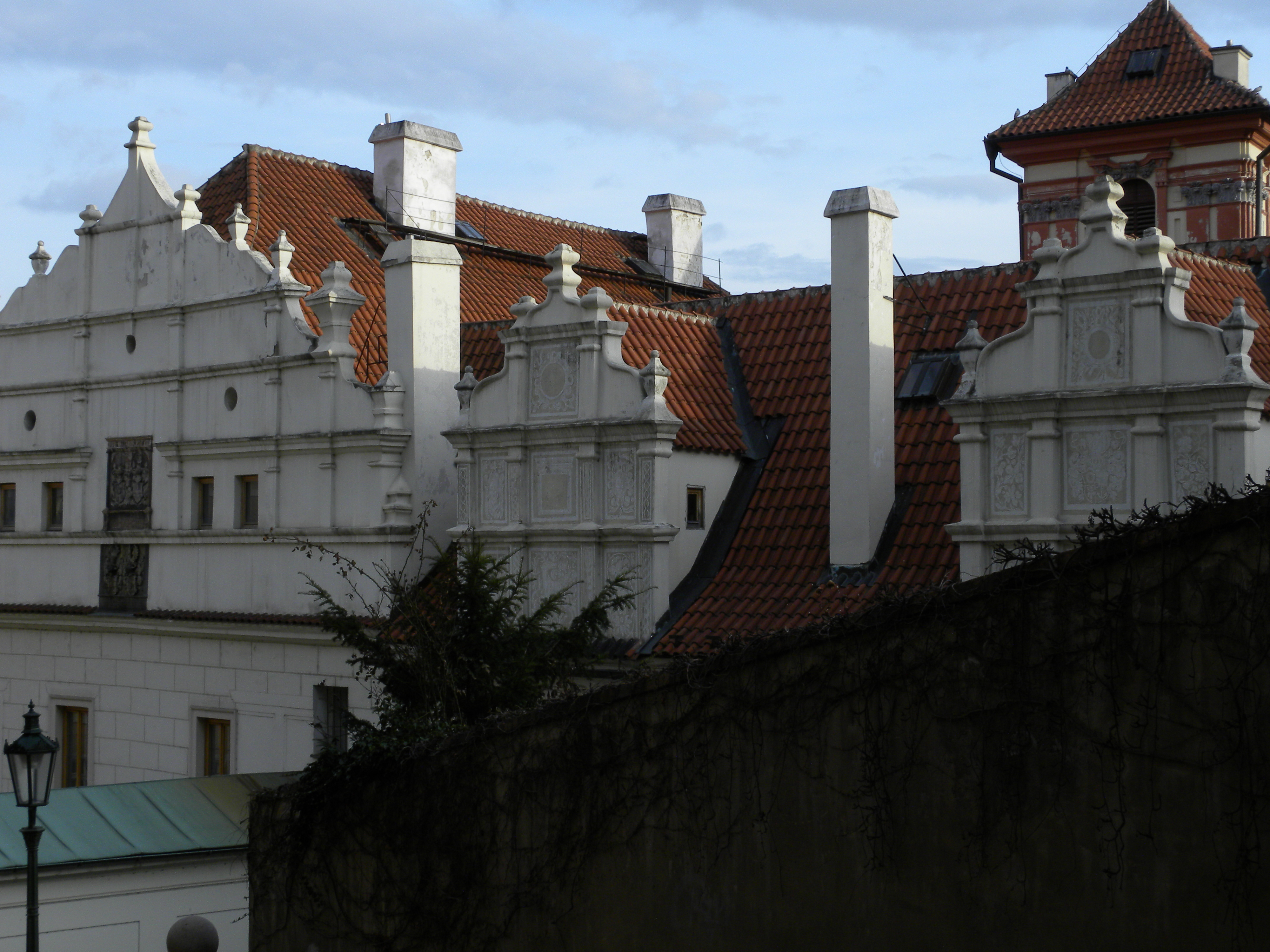

## Liens

### Littérature
- P. Vlček a kol., Prague Art Monuments. Mala Strana. Prague: Academia 1999